# Dumbbells
Dumbbells é um filme de comédia estadunidense de 2014 dirigido por Christopher Livingston e estrelada por Brian Drolet, Hoyt Richards, Mircea Monroe, Jaleel White, Taylor Cole, Jay Mohr, Tom Arnold, Laura Ashley Samuels e Andy Milonakis, com uma rara aparição em filme de Nancy Olson em 17 anos desde o filme Flubber. O filme teve um lançamento limitado em 10 de janeiro de 2014. O filme também marca a estreia da cantora Frenchie Davis.

## Sinopse
Chris Long é um ex -jogador de basquete da NCAA que virou treinador e encontra um novo propósito quando o novo dono de sua academia, Jack, lança um plano lucrativo para transformar o negócio negligenciado em um reality show. Quando os colegas de trabalho de Chris resistem a essa nova direção, ele e Jack formam uma aliança improvável que os permite enfrentarem seus passados e, finalmente, salvarem o futuro do ginásio.[carece de fontes?]

## Elenco
- Brian Drolet como Chris Long
- Hoyt Richards como Jack Guy
- Jaleel White como The Leader
- Mircea Monroe como Kim Hertz
- Taylor Cole como Rachel Corelli
- Frenchie Davis como Venus
- Carl Reiner como Donald Cummings
- Nancy Olson como Bianca Cummings
- Jay Mohr como Harold
- Olivia Taylor Dudley como Heather
- Michael Ray Bower como Erwin
- Laura Ashley Samuels como Candy
- Valery M. Ortiz como Missy
- Andy Milonakis coom Rusty
- Tom Arnold como Daddy
- Fabio Lanzoni como ele mesmo
- Jason Scott Jenkins como Dre Lincoln

## Recepção
O Rotten Tomatoes deu ao filme uma pontuação de 14% com base em 7 avaliações, com uma pontuação média de 2,52/10.
Dumbbells atraíram a atenção da mídia na França em janeiro de 2016, quando a Netflix lançou uma versão dublada de qualidade muito baixa. A versão francesa, gravada na África do Sul por atores não profissionais, foi chamada de "a pior dublagem da história". A Netflix reagiu à recepção negativa removendo o filme de sua plataforma francesa e solicitando uma redefinição pelo estúdio Titrafilm.